# Sauvabelin
Sauvabelin est un quartier de la ville de Lausanne, en Suisse.

## Démographie
Avec une population, en 2017, de 1 010 habitants, dont 488 étrangers (48,3%), le quartier de Sauvabelin abrite 0,7% de la population lausannoise. 

## Délimitation
Le quartier de Sauvabelin recouvre 90,7 ha (dont 80 hectares sont recouverts par une forêt), ce qui correspond à 2,2% de la surface de la commune, et regroupe les secteurs suivants, :
- Sauvabelin (1301)[Note 1]
- Pré-Fleuri (1302)

Le quartier est situé au nord de la ville ; il est limité au nord par la commune du Mont-sur-Lausanne, à l'est par le quartier de Sallaz/Vennes/Séchaud, au sud par les quartiers de Vallon/Béthusy et du centre et à l'ouest par le quartier de Borde/Bellevaux.

## Transports publics
- Bus : 3, 8, 16, 22[6]

## Sites touristiques
- Bois, zoo et lac de Sauvabelin, lieu de villégiature dominicale des Lausannois.
- Tour de Sauvabelin, tour en bois massif, haute de plus de 35 mètres.
- Fondation de l'Hermitage, musée consacré aux beaux-arts.
- Signal de Sauvabelin, duquel une grande partie de la ville est visible.

## Entreprises
- Tridel, usine d'incinération des déchets de Lausanne et d'une partie de canton de Vaud.

## Loisirs
Un groupe scout appelé la Brigade de Sauvabelin, fondée en 1912, doit son nom à la forêt. Il s’agit du plus grand groupe scout romand avec environ 600 membres,.

## Cours d'eau
Le Flon longe la frontière est du quartier avant de se jeter dans les égouts de la ville à la hauteur de la place de la Sallaz. Le lac de Sauvabelin est alimenté par quelques sources et, lorsque leur débit devient insuffisant, par le réseau d'eau de la ville de Lausanne.

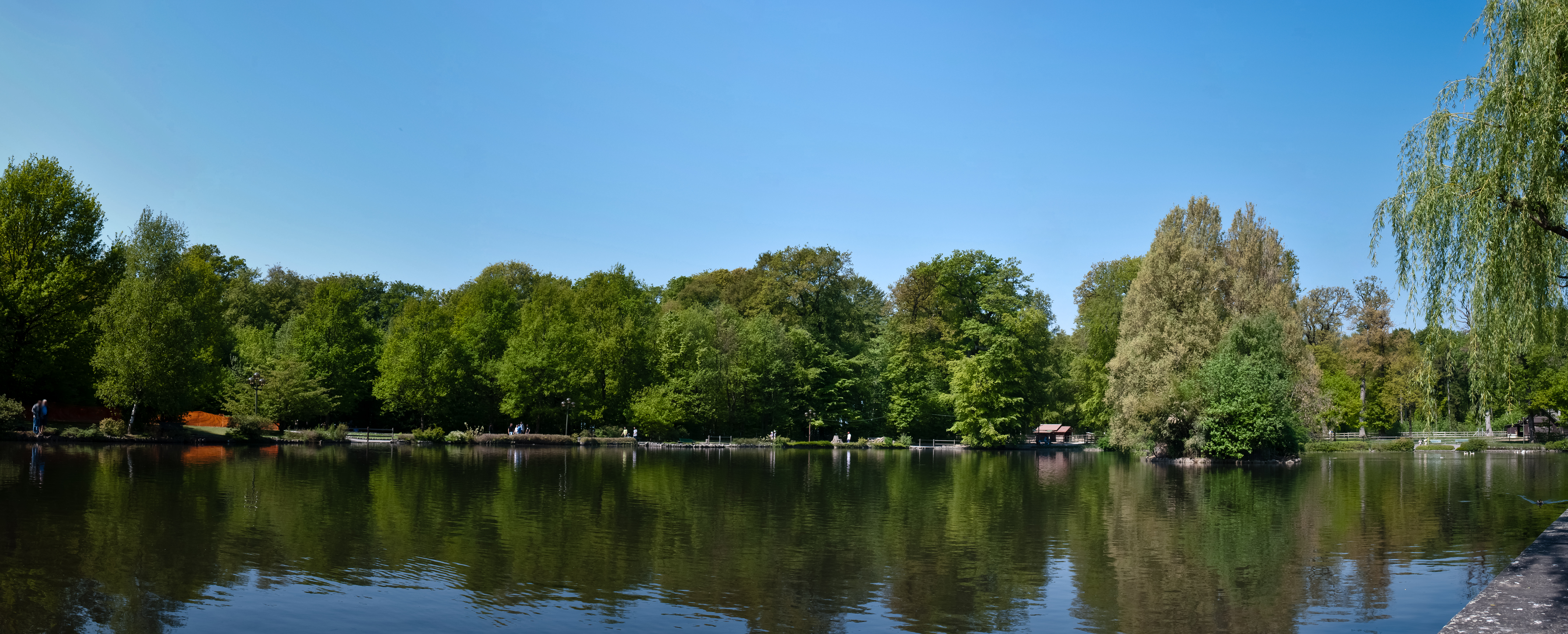
Le lac de Sauvabelin.
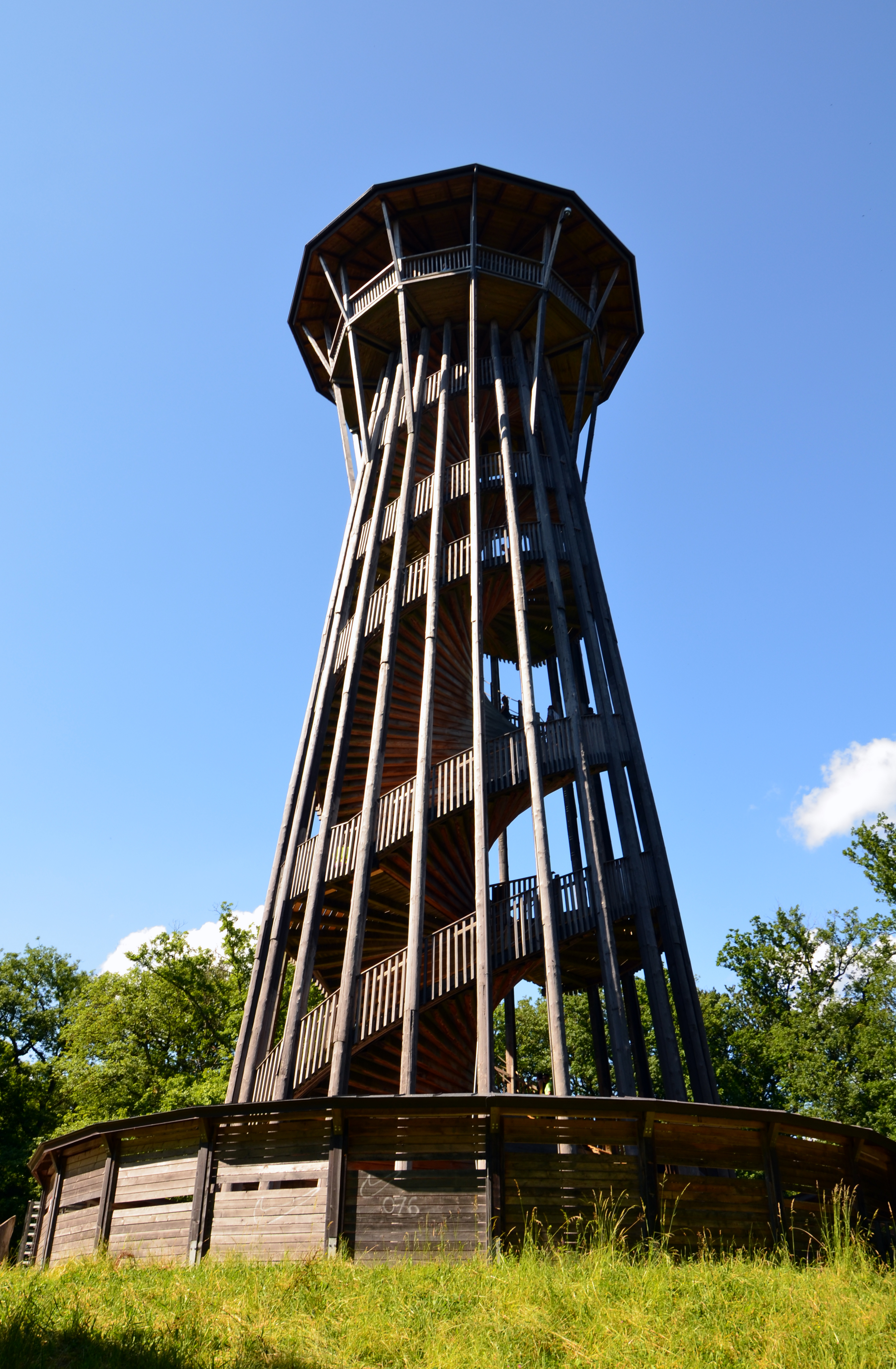
La tour de Sauvabelin.
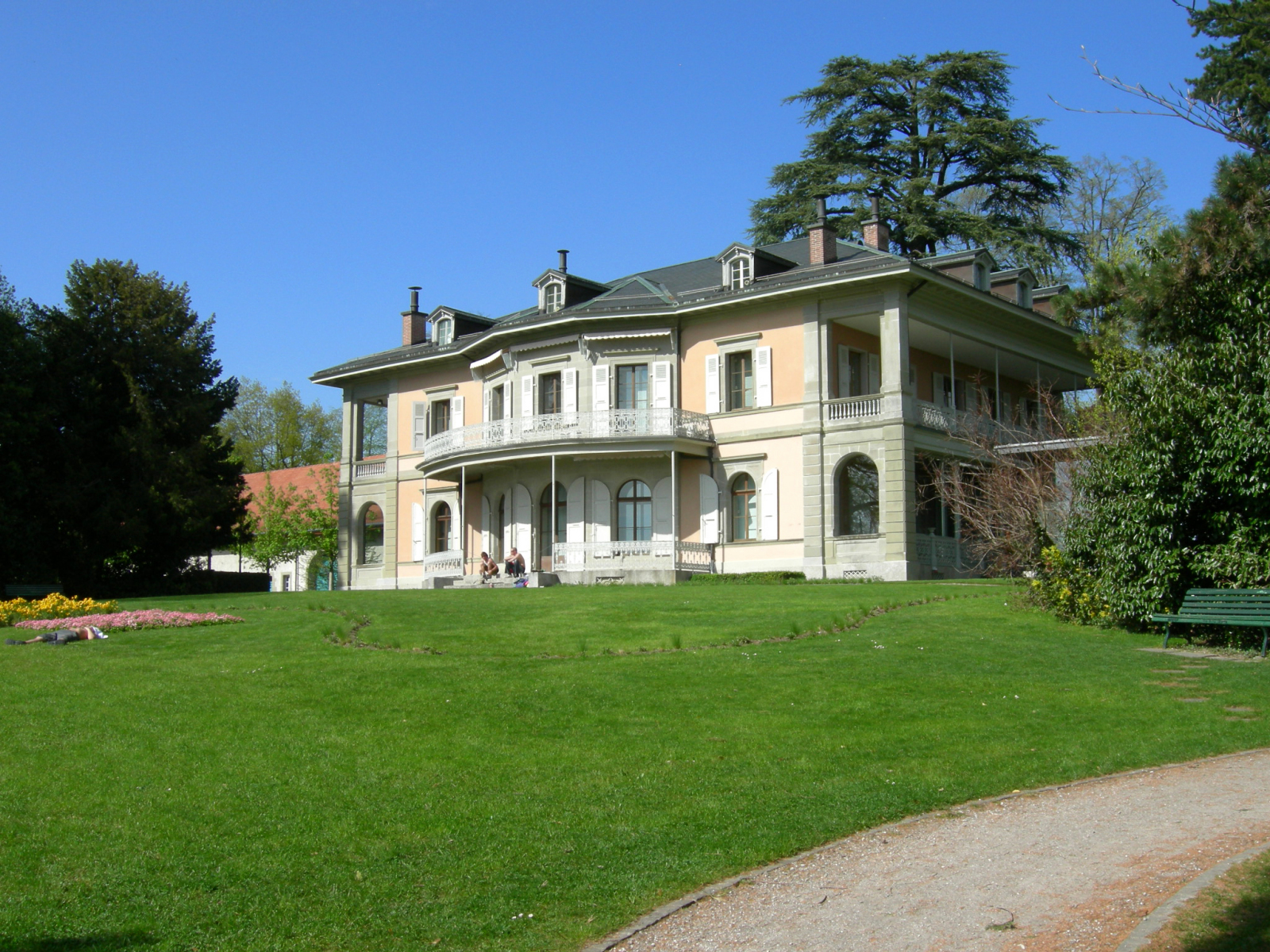
La Fondation de l'Hermitage.